# Škorpion (Star Trek: Vesmírná loď Voyager)
Škorpion (v anglickém originále Scorpion) je dvojdílná cliffhangerová epizoda na přelomu třetí a čtvrté sezóny seriálu Star Trek: Vesmírná loď Voyager. Je v ní představen mimozemský druh 8472 a z borgského zajetí je vysvobozena Sedmá z devíti, která se stane členem posádky a dále vystupuje ve většině epizod.

## Teaser
Scéna před titulky je mimořádně krátká: vesmírem letí dvě borgské krychle a dříve než stačí dokončit svoje standardní vysílání „Jsme Borgové, budete asimilováni...“, jsou krychle zcela zničeny zeleným paprskem.
Působivost tohoto teaseru spočívala v tom, že do té doby byli Borgové zobrazováni jako téměř nepřemožitelní.

## Příběh

### Část I
Loď Voyager na cestě k zemi musí proletět územím Borgů. Kapitán Janewayová na mapě nalezne skrz jejich území tzv. "severozápadní cestu", kde se Borgové nevyskytují. Voyager se tudy vydá. Náhle kolem nich prolétne patnáct borgských krychlí, ale místo útoku Voyager minou. Posádka brzy najde tyto krychle zničené. Jednu z nich prozkoumá a v ní najdou organickou kosmickou loď a jejího pilota – mimozemšťana z rasy, kterou Borgové nazývají druh 8472. Ten pobíjí Borgy a napadne též Harryho Kima. Buňky mimozemšťana začnou Harryho rozežírat zevnitř a Doktor mu neumí pomoci; nakonec se však rozhodne, že zkusí přeprogramovat borgské nanosondy tak, aby ničily buňky druhu 8472.
Posádka je zděšena existencí nepřítele, který je zjevně ještě silnější, než Borgové. Kapitán má na výběr ze tří špatných možností: proletět severozápadním koridorem a být zničeni druhem 8472, nebo proletět borgským prostorem a být zničeni jimi, nebo se usadit v Delta kvadrantu a vzdát se naděje na návrat domů.
Nakonec se rozhodne uzavřít s Borgy dohodu: bezpečný průlet výměnou za modifikované nanosondy, o nichž kapitán doufá, že by mohly být účinnou zbraní proti druhu 8472. První důstojník Chakotay jí však oponuje podobenstvím: Borgové jsou jako škorpión, jemuž instinkt velí zabít a proto to udělá, i kdyby jej to mělo připravit o život.
Janewayová kontaktuje nejbližší borgskou krychli a dohodne se s nimi na spolupráci. Brzy však v hrůze přihlíží, jak palebná síla deseti lodí druhu 8472 stačí k naprostému zničení celé planety obývané Borgy…

### Část II
Janewayová a Tuvok jsou přeneseni na borgskou krychli, aby společným výzkumem připravili nanosondy. Borgové jim chtějí implantovat do těla "nervový tranceiver" pro usnadnění komunikace, ale Janewayová trvá na tom, že budou komunikovat lidskou řečí. Proto je jim přidělen Borg s označením Sedmá z devíti, který bude mluvit za Borgy. Je zřejmé, že před asimilací to byla lidská žena. Na Voyageru mezitím Doktor úspěšně nanosondy otestuje a Kima uzdraví.
Na Voyager zaútočí další bioloď druhu 8472. Borgové si nemohou dovolit Voyager ztratit, proto obětují svoji krychli a narazí s ní do biolodě, což obě plavidla zničí. Jelikož na blízku není jiná krychle, transportují před srážkou Janewayovou, Tuvoka a několik Borgů na Voyager. Přitom je ale Janewayová těžce zraněna. Předává proto velení Chakotayovi s příkazem, aby spojenectví s Borgy udržel co nejdéle.
Sedmá z devíti trvá na tom, že se Voyager musí vrátit k nejbližší jiné borgské krychli. Chakotay to odmítne, protože by to znamenalo několik dní cesty opačným směrem, než kam Voyager míří. Navrhne kompromis, že Borgy i s nanosondami vysadí na nějaké opuštěné planetě, kde si je Borgové později vyzvednou. Borgové s tím nesouhlasí a pokusí se Voyager ovládnout násilím, ale jsou dekompresí vypuštěni do vesmíru; na palubě zůstane jen Sedmá. Ta před lodí otevře singularitu a Voyager je tak proti vůli posádky vtažen do tekutého prostoru, odkud pochází druh 8472. Za několik hodin k nim dorazí útočící biolodě.
Mezitím Doktor Janewayovou vyléčil; ta je zklamaná, že Chakotay jejímu úsudku nevěřil. Oba ale musí teď spolupracovat. Vybaví fotonová torpéda upravenými nanosondami. Kes má mezitím telepatické vidiny od příslušníků druhu 8472. Kapitán ji nařídí, aby druh 8472 varovala, že v případě pokračování jejich útoku Voyager použije nanosondy. Ti však odpoví, že vyhladí život z celé galaxie, protože je pro ně hrozbou.
Biolodě doletí k Voyageru, ale jsou zničeny torpédy s nanosondami. Sedmá pak na rozkaz Janewayové přenese Voyager zpět do normálního vesmíru; i tam se Voyager ubrání několika biolodím; ostatní v celém kvadrantu se stahují zpět do tekutého prostoru.
Janewayová očekává, že nyní Borgové dodrží dohodu a propustí Voyager, ovšem Sedmá považuje dohodu za zrušenou a pokouší se násilím převzít kontrolu na Voyagerem. Janewayová dá Chakotayovi za pravdu, že jeho podobenství se škorpionem se naplnilo.
Chakotay Sedmou rozptýlí tak, že jí připomíná její život před asimilací, a B'Elanna Torresová ji ochromí tím, že energetickým přetížením zničí její implantát, kterým komunikuje s Borgy. Kapitán se rozhodne, že ji nechá na palubě a pokusí se apelovat na její lidskou stránku.